# Air Batu (Renah Pembarap)
Air Batu is een bestuurslaag in het regentschap Merangin van de provincie Jambi, Indonesië. Air Batu telt 2271 inwoners (volkstelling 2010).